# バート・バカラックはお好き?
『バート・バカラックはお好き?』（バート・バカラックはおすき）は、村上春樹の短編小説。のちに『窓』に改題。

## 概要
| 初出     | 『トレフル』1982年5月号                 |
| 収録書籍 | 『カンガルー日和』（平凡社、1983年9月） |

1991年1月刊行の『村上春樹全作品 1979～1989』第5巻（講談社）に収録される際、大幅に加筆修正がなされ、タイトルも「窓」に改められた。

### 英訳
| タイトル | A Window                                             |
| 翻訳     | ジェイ・ルービン                                     |
| 初出     | 『The Elephant Vanishes』（クノップフ社、1993年3月） |

## あらすじ
22歳のころ「僕」は「ペン・ソサエティー」という会社と契約しアルバイトをしていた。1通2000円の約束で、1年ばかりひと月に30通以上の手紙を書いていた。「ペン・ソサイエティー」の会員が書く手紙に対して感想と指導の手紙を書くというのがその仕事だった。
わけあってアルバイトを辞めることになった時、「僕」は指導していた会員の一人である32歳の既婚女性から昼食の招待を受ける。会の規則には反していたが、何ものも22歳の青年の好奇心を押しとどめることはできなかった。
彼女のマンションは小田急の沿線にあった。子供のいない夫婦にふさわしく、さっぱりした部屋だった。
二人はバート・バカラックのレコードを聴きながら身の上話をする。学生時代は作家になりたかったの、と彼女は言った。彼女はフランソワーズ・サガンのファンで、「僕」にサガンの話をしてくれた。

## 「バート・バカラックはお好き?」と「窓」の主な差違
- 冒頭に掲示された手紙の2つ目の「P・S・」は、改稿版「窓」では全文削除された[1]。
- 主人公が「ペン・ソサエティー」のアルバイトをすることになった経緯が、改稿版には記されている。
- 「物事のリアリティーというのは伝えるべきものではないのだ。それは作るべきものなのだ。そして意味というのはそこから生まれるものなのだ」という著者自身のステートメントともとれる言葉が付け加えられた。
- 物語の後半で女性が「大学を出たらどうするつもりなの？」と尋ねる場面が付け加えられた。女は「僕」に対し、あなたは何か文章を書く仕事につくといいのではないかとすすめる。
- エピローグの文末に、主人公が窓について語る文章が付け加えられた。